# Bo (nombre)
Bo es un nombre masculino principalmente sueco / danés, derivado de un apodo nórdico antiguo originalmente de la antigua islandesa, derivado del verbo búa, "morar" o "vivir", por lo tanto, "habitante". Una variante de Bo es la sueca Bosse. Bo es poco común como apellido. Se encuentra también como Bó y Búi. En formas latinas Boecius, Boetius o Boethius.